# Domrémy-la-Pucelle
Domrémy-la-Pucelle é uma vila e comuna francesa do departamento dos Vosges, na região administrativa de Grande Leste. Sua população em 1999 era de 167 habitantes.

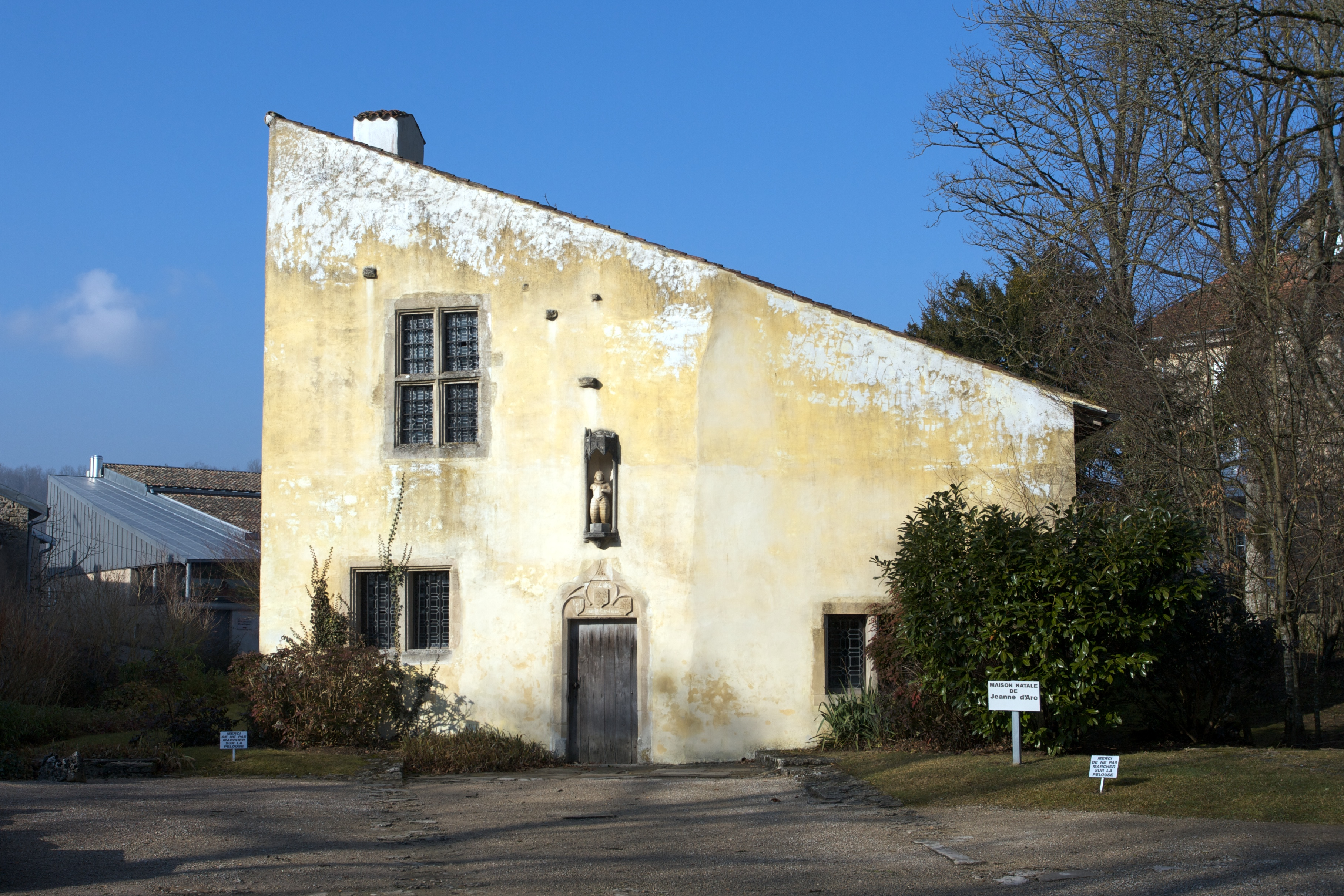
A casa de Joana d'Arc em Domrémy.

Foi nesta cidade que nasceu Joana d'Arc. Inicialmente chamada Domrémy, o nome foi alterado para Domrémy-la-Pucelle em função do apelido de Joana, la pucelle d'Orléans (a donzela de Orléans).